# ヴァルター・ツィンマーマン (作曲家)
ヴァルター・ツィンマーマン（Walter Zimmermann, 1949年4月15日 - ）は、ドイツの現代音楽の作曲家。

## 略歴
作曲はヴェルナー・ハイダーに師事しつつ、現代音楽のピアニストやガムラン・アンサンブルに加入していた。アメリカに渡って現地の現代作曲家へのインタビュー集『砂漠の植物』を執筆、帰国後に作曲家としてデビューした異色の経歴である。アメリカ時代にドイツ人で最もモートン・フェルドマンに傾倒し、その影響からピアノ作品にはフェルドマン風の持続が聴かれる。イタリア賞とメンヘェングラートバハ市国際作曲コンクール第1位を受賞して評価が確立する。現在はベルリン芸術大学で作曲の教授を務める。

## 作風
当初はピアノ独奏のための『初心』やピアノ三重奏曲『忘却の庭』のような耳で聞く構造を追究した単純にコンセプチュアルな作風であることが注目された。しかしその後、ドイツ民謡のフィールドワークなどを参照した一種の地理学的なアプローチにも関心を向けている。クラリネット二重奏のための『ケルワの旋律』ではルーマニア風の二度終止を参照している。音楽そのものの情報ではなく、音楽の周辺に付随する情報を分析し、それを作曲に反映する方法をとる。
1日ごとに数小節ずつ必ず作曲しなければならない「日記形式」など、独自の形式感を追求している。また、西洋的なクライマックスを使わない、華美な効果音で脅かさない、音に聞き入る、禁欲的な作風は全作品において徹底されている。

## エピソード
1996年にドイツ人の作曲家には珍しく「自費で」日本へ観光に行き、竜安寺にとても感銘を受けたことを京都ドイツ文化センターで嬉しそうに語っていた。その折には「解脱」をその場で自演している。

## 日本での受容
本人が親日家であることから比較的早期に受容が進み、ピアノ三重奏曲『忘却の庭』は1980年代に日本初演されていた。高橋アキの弾くビートルズ・プロジェクトにも進んで参加した。ほか、いくつかの室内楽作品がアンサンブル・ボアなどによって演奏されている。

## アメリカでの受容
アメリカのレコードレーベルMODEが作品集を2枚出している。